# Andrés Chicaiza
Luis Andrés Chicaiza Morales (n. Otavalo, Ecuador; 3 de abril de 1992) es un futbolista ecuatoriano. Juega de centrocampista y su equipo actual es Olmedo de la Segunda Categoría de Ecuador.

## Selección nacional

### Participaciones en Copa América
| Copa              | Sede   | Resultado    | Partidos | Goles |
| ----------------- | ------ | ------------ | -------- | ----- |
| Copa América 2019 | Brasil | Primera fase | 1        | 0     |

### Partidos internacionales
Actualizado al último partido disputado el 24 de junio de 2019.
| Partidos internacionales con la selección absoluta | Partidos internacionales con la selección absoluta | Partidos internacionales con la selección absoluta | Partidos internacionales con la selección absoluta | Partidos internacionales con la selección absoluta | Partidos internacionales con la selección absoluta | Partidos internacionales con la selección absoluta |
| --- | -------------------------------------------------- | -------------------------------------------------- | -------------------------------------------------- | -------------------------------------------------- | -------------------------------------------------- | -------------------------------------------------- |
| \| N.° \| Fecha \| Ciudad \| Rival \| Resultado \| Resultado \| Competencia \| \| --- \| ------------------- \| -------------- \| --------- \| --------- \| --------- \| ----------------- \| \| 1. \| 1 de junio de 2019 \| Miami \| Venezuela \| 1-1 \| Empate \| Amistoso \| \| 2. \| 24 de junio de 2019 \| Belo Horizonte \| Japón \| 1-1 \| Empate \| Copa América 2019 \| |                                                    |                                                    |                                                    |                                                    |                                                    |                                                    |
| N.° | Fecha                                              | Ciudad                                             | Rival                                              | Resultado                                          | Resultado                                          | Competencia                                        |
| 1. | 1 de junio de 2019                                 | Miami                                              | Venezuela                                          | 1-1                                                | Empate                                             | Amistoso                                           |
| 2. | 24 de junio de 2019                                | Belo Horizonte                                     | Japón                                              | 1-1                                                | Empate                                             | Copa América 2019                                  |

## Estadísticas

### Clubes
Actualizado al último partido disputado el 25 de mayo de 2025.
| Club                                   | Div.          | Temporada     | Liga  | Liga  | Copas nacionales | Copas nacionales | Copas internacionales | Copas internacionales | Total | Total |
| Club                                   | Div.          | Temporada     | Part. | Goles | Part.            | Goles            | Part.                 | Goles                 | Part. | Goles |
| -------------------------------------- | ------------- | ------------- | ----- | ----- | ---------------- | ---------------- | --------------------- | --------------------- | ----- | ----- |
| El Nacional · Ecuador                  | 1.ª           | 2010          | 0     | 0     | Inexistentes     | Inexistentes     | Inexistentes          | Inexistentes          | 0     | 0     |
| Mushuc Runa · Ecuador                  | 3.ª           | 2011          | 29    | 24    | Inexistentes     | Inexistentes     | Inexistentes          | Inexistentes          | 29    | 24    |
| El Nacional · Ecuador                  | 1.ª           | 2011          | 0     | 0     | Inexistentes     | Inexistentes     | Inexistentes          | Inexistentes          | 0     | 0     |
| El Nacional · Ecuador                  | Total club    | Total club    | 0     | 0     | 0                | 0                | 0                     | 0                     | 0     | 0     |
| Mushuc Runa · Ecuador                  | 2.ª           | 2012          | 14    | 0     | Inexistentes     | Inexistentes     | Inexistentes          | Inexistentes          | 14    | 0     |
| Mushuc Runa · Ecuador                  | Total club    | Total club    | 43    | 24    | 0                | 0                | 0                     | 0                     | 43    | 24    |
| Imbabura S. C. · Ecuador               | 2.ª           | 2013          | 30    | 8     | Inexistentes     | Inexistentes     | Inexistentes          | Inexistentes          | 30    | 8     |
| Imbabura S. C. · Ecuador               | Total club    | Total club    | 30    | 8     | 0                | 0                | 0                     | 0                     | 30    | 8     |
| Liga Deportiva Universitaria · Ecuador | 1.ª           | 2014          | 0     | 0     | Inexistentes     | Inexistentes     | —                     | —                     | 0     | 0     |
| Olmedo · Ecuador                       | 2.ª           | 2015          | 22    | 7     | Inexistentes     | Inexistentes     | Inexistentes          | Inexistentes          | 22    | 7     |
| Olmedo · Ecuador                       | Total club    | Total club    | 22    | 7     | 0                | 0                | 0                     | 0                     | 22    | 7     |
| Técnico Universitario · Ecuador        | 2.ª           | 2016          | 36    | 14    | Inexistentes     | Inexistentes     | Inexistentes          | Inexistentes          | 36    | 14    |
| Delfín S. C. · Ecuador                 | 1.ª           | 2017          | 33    | 5     | Inexistentes     | Inexistentes     | Inexistentes          | Inexistentes          | 33    | 5     |
| Delfín S. C. · Ecuador                 | 1.ª           | 2018          | 42    | 15    | Inexistentes     | Inexistentes     | 6                     | 2                     | 48    | 17    |
| Liga Deportiva Universitaria · Ecuador | 1.ª           | 2019          | 26    | 0     | 8                | 3                | 6                     | 1                     | 40    | 4     |
| Liga Deportiva Universitaria · Ecuador | Total club    | Total club    | 26    | 0     | 8                | 3                | 6                     | 1                     | 40    | 4     |
| Universidad Católica · Ecuador         | 1.ª           | 2020          | 19    | 5     | —                | —                | 1                     | 0                     | 20    | 5     |
| Universidad Católica · Ecuador         | Total club    | Total club    | 19    | 5     | 0                | 0                | 1                     | 0                     | 20    | 5     |
| Deportivo Cuenca · Ecuador             | 1.ª           | 2021          | 29    | 4     | —                | —                | Inexistentes          | Inexistentes          | 29    | 4     |
| Deportivo Cuenca · Ecuador             | Total club    | Total club    | 29    | 4     | 0                | 0                | 0                     | 0                     | 29    | 4     |
| Delfín S. C. · Ecuador                 | 1.ª           | 2022          | 27    | 5     | 3                | 1                | 2                     | 1                     | 32    | 7     |
| Delfín S. C. · Ecuador                 | Total club    | Total club    | 102   | 25    | 3                | 1                | 8                     | 3                     | 113   | 29    |
| Deportivo Garcilaso · Perú             | 1.ª           | 2024          | 19    | 2     | —                | —                | 5                     | 0                     | 24    | 2     |
| Deportivo Garcilaso · Perú             | Total club    | Total club    | 19    | 2     | 0                | 0                | 5                     | 0                     | 24    | 2     |
| Técnico Universitario · Ecuador        | 1.ª           | 2025          | 9     | 1     | 0                | 0                | Inexistentes          | Inexistentes          | 9     | 1     |
| Técnico Universitario · Ecuador        | Total club    | Total club    | 45    | 15    | 0                | 0                | 0                     | 0                     | 45    | 15    |
| Total carrera                          | Total carrera | Total carrera | 335   | 90    | 11               | 4                | 20                    | 4                     | 366   | 98    |
| 1. 2.                                  |               |               |       |       |                  |                  |                       |                       |       |       |

## Palmarés

### Campeonatos nacionales
| Título       | Club                         | País    | Año     |
| ------------ | ---------------------------- | ------- | ------- |
| Copa Ecuador | Liga Deportiva Universitaria | Ecuador | 2018-19 |

### Distinciones individuales
| Distinción                          | Año  |
| ----------------------------------- | ---- |
| 11 ideal del Campeonato Ecuatoriano | 2018 |